# Malamatidia
Malamatidia is een geslacht van spinnen uit de  familie van de Clubionidae (struikzakspinnen).

## Soorten
- Malamatidia bohorokensis Deeleman-Reinhold, 2001
- Malamatidia thorelli Deeleman-Reinhold, 2001
- Malamatidia vethi Deeleman-Reinhold, 2001